# Hero Dog: The Journey Home
Hero Dog: The Journey Home è un film del 2021 diretto da Richard Boddington.

## Trama
Rimasto bloccato mentre sta tornando dalla sua famiglia, il cieco Royce è costretto ad affidarsi completamente a Chinook, un coraggioso cane da slitta che gli fa da guida nella selvaggia foresta canadese.